# Burnettit
Das Mineral Burnettit ist ein extrem seltenes Kettensilikat aus der Pyroxengruppe mit der Endgliedzusammensetzung CaVAlSiO6.
Burnettit kristallisiert mit monokliner Symmetrie und bildet Kristalle von wenigen µm Größe.
Bislang (2019) wurde Burnettit nur im Allende-Meteorit nachgewiesen, wo er als Einschluss im Melilit des Calcium-Aluminium-reichen Einschlüsses (CAI) A-WP1 vorkommt. Es gehört zu den ersten Mineralen, die bei der Entstehung des Sonnensystems aus dem präsolaren Nebel auskristallisierten.

## Etymologie und Geschichte
Bereits 1984 wurden Vanadium- reiche Calcium-Pyroxene im Allende Meteoriten von Mineralogen des California Institute of Technology in Pasadena, USA, beschrieben. Es folgten Funde Vanadium-reicher Fassaite, das sind Kushiroit-Grossmanit-Davisit-Diopsid-Mischkristalle, im Leoville Chondrit (1992), im CAI des Efremovka-Meteoriten (2002), im Ningqiang kohligen Chondrit (2003) und im Murchison CM2 kohligen Chondrit, bevor 2013 Chi Ma and John R. Beckett den Calcium-Vanadium-Klinopyroxen als neues Mineral beschrieben. Sie nannten es Burnettit zu Ehren des Kosmochemikers Donald S. Burnett vom California Institute of Technology in Pasadena.
Verschiedene synthetische Vanadium-Pyroxene, darunter auch das synthetische Äquivalent von Burnettit, wurden bereits 2012 hergestellt und spektroskopisch untersucht.

## Klassifikation
In der strukturellen Klassifikation der International Mineralogical Association (IMA) gehört Burnettit zusammen mit Augit, Davisit, Diopsid, Esseneit, Petedunnit, Grossmanit, Hedenbergit, Johannsenit, Kushiroit und Tissintit zu den Kalziumpyroxenen in der Pyroxengruppe.
Da der Burnettit erst 2013 als eigenständiges Mineral anerkannt wurde, ist er weder in der veralteten 8. Auflage noch in der von der IMA zuletzt 2009 aktualisierten 9. Auflage der Mineralsystematik nach Hugo Strunz zu finden. Auch die Lapis-Systematik nach Stefan Weiß und die vorwiegend im englischen Sprachraum gebräuchliche Systematik der Minerale nach Dana kennen den Burnettit noch nicht.
Selbst in der von der Mineraldatenbank „Mindat.org“ weitergeführten Strunz-Klassifikation der 9. Auflage (auch Strunz-mindat) ist der Burnettit anhand der chemischen Zusammensetzung bisher nur der Mineralklasse der „Silikate und Germanate“ zugeordnet.

## Chemismus
Burnettit mit der Endgliedzusammensetzung [M2]Ca[M1]V3+[T](AlSi)O6 ist das Vanadium (V)- Analog von Kushiroit ([M2]Ca[M1]Al[T](AlSi)O6), Esseneit ([M2]Ca[M1]Fe3+[T](AlSi)O6) und Davisit ([M2]Ca[M1]Sc3+[T](AlSi)O6), wobei [M2], [M1] und [T] die Positionen in der Pyroxenstruktur sind.
Neben Natalyit ist Burnettit das zweite Vanadium-Pyroxen.
Die empirische Zusammensetzung des Burnettit aus der Typlokalität ist
- [M2]Ca1,04[M1](V3+0,29Sc3+0,24Ti3+0,13Ti4+0,12Al0,09Mg0,08)[T](Si1,01Al0,99)O6.[4]

Es besteht eine vermutlich lückenlose Mischbarkeit von Burnettit mit Davisit, Grossmanit und Kushiroit entsprechend den Austauschreaktionen
- [M1]V3+ = [M1]Sc3+ (Davisit)
- [M1]V3+ = [M1]Ti3+ (Grossmanit)
- [M1]V3+ = [M1]Al3+ (Kushiroit)

Die Magnesiumgehalte gehen auf eine Mischkristallbildung mit Diopsid zurück,
- [M1]V3+ + [T]Al3+ = [M1]Mg2+ + [T]Si4+ (Diopsid)

und vierwertiges Titan (Ti4+) kann über die gekoppelte Substitution
- [M1]V3+ + [T]Si4+ = [M1]Ti4+ + [T]Al3+ (Al-Buffonit)

eingebaut werden.

## Kristallstruktur
Burnettit kristallisiert mit monokliner Symmetrie in der Raumgruppe C2/c (Raumgruppen-Nr. 15) mit 4 Formeleinheiten pro Elementarzelle. Die Gitterparameter des natürlichen Mischkristalls sind a = 9,80 Å, b = 8,85 Å, c = 5,36 Å und β = 105,62°.
Die Struktur ist die von Klinopyroxen. Silicium (Si4+) und Aluminium (Al3+) besetzen die tetraedrisch von 4 Sauerstoffionen umgebene T-Position, Calcium (Ca2+) belegt die oktaedrisch von 6 Sauerstoffen umgebene M2-Position und die ebenfalls oktaedrisch koordinierte M1-Position ist mit Vanadium (V3+) besetzt.

## Bildung und Fundorte
Burnettit ist bislang ausschließlich in Meteoriten gefunden worden, wo er in Calcium-Aluminium-reichen Einschlüssen (CAI) auftritt, die reich an hochschmelzenden Oxiden von Scandium, Vanadium, Zirkon und Titan sind. Vanadium-reiche Pyroxene wurden als Krusten um sogenannte Fremdlinge gefunden, meist winzige Aggregate von Vanadium-reichen Magnetit, Scheelit, Molybdänit, Apatit sowie Körnchen von Platinmetallen. Diese unter oxidierenden Bedingungen gebildeten Fremdlinge existierten noch vor der Bildung der Calcium-Aluminium-reichen Einschlüsse, in denen sie ihrerseits eingeschlossen und von denen sie bei extrem reduzierenden Bedingungen teilweise resorbiert worden sind. Das dabei freigesetzte Vanadium wurde in Scandium-Titan-Vanadium-reichen Pyroxenen eingebaut.
Eine weitere Art des Auftretens von Burnettit sind kleine Einschlüsse isolierter Kristalle in Melilith. Für sie wird sowohl eine Bildung als frühes Kondensat aus dem abkühlenden präsolaren Nebel diskutiert (vor Melilith), wie auch die Bildung als Rückstand einer teilweisen Aufschmelzung und Destillation von leichter flüchtigen Elementen während einer Erhitzung eines CAI.
Typlokalität ist der Meteorit Allende, ein Kohliger Chondrit, der am 8. Februar 1969 nahe Parral in Chihuahua in Mexiko nieder ging. Burnettit wurde hier im CAI A-WP1 entdeckt, wo er in Form weniger µm großer Kristalle als isolierter Einschluss in Melilith auftritt. Auch Fremdlinge mit Vanadium-reichen Pyroxenen am Kontakt zu den Mineralen der CAI wurden im Allende-Meteoriten gefunden.
Im Murchison CM2 Chondrit wurde Vanadium-reicher Davisit in dem CAI "MURI" gefunden, wo er zusammen mit Thortveitit, Panguit und Spinell vorkommt.
In dem CAI 101.1 aus dem Efremovka-Meteoriten, einem Kohligen Chondriten des Typs CV3, tritt Vanadium-reicher Davisit als Umkrustung von Perowskit auf, zusammen mit Spinell und Gehlenit-reichem Melilit, in dem sich Einschlüsse von metallischen NiFe finden. Die Geschichte dieser Einschlüsse ist komplex, beginnend mit der frühen Kondensation von Sc,- Zr- und Selten-Erd-reichen Ca-Al-Verbindungen, erneuter Aufschmelzung und Aggregation verschiedener Einschlüsse sowie späterer Oxidation.
Im CAI NQW1–20 des Kohligen Chondrit Ningqiang findet sich Burnettit als isolierter Einschluss in Gehlenit.
Titan- und Vanadium-reicher Davisit wurde auch im CAI "R3C-01-U1" des RBT-04143-Chondrits vom Roberts-Massiv in der Antarktis beschrieben. Auch hier handelt es sich um isolierte Einschlüsse sehr kleiner Kristalle in Gehlenit.